# Goniobranchus geometricus
Espèce
Goniobranchus geometricus est une espèce de nudibranches de la famille des Chromodorididae.

## Distribution
Cette espèce se rencontre dans la zone tropicale Indo/Ouest-Pacifique.

## Habitat
Son habitat est la zone récifale externe, sur les sommets ou sur les pentes jusqu'à la zone des 30 m de profondeur.

## Description
Cette espèce peut mesurer plus de 35 mm.
Le corps de cet animal peut être décrit en deux parties distinctes, le pied et le manteau.
Le pied est étiré et quasiment recouvert par les bords du large manteau, il est de teinte blanc-gris.
La livrée du manteau comporte des pustules dont la taille et le nombre varie d'un individu à l'autre, leur sommet est blanc.
La couleur de fond de l'animal est souvent blanche, grise à mauve avec un réseau de lignes noires entre les pustules. Des petites pustules blanches sont aussi présente sur les lignes noires.
La partie antérieure de la jupe du manteau est large et lorsque l'animal se déplace la jupe monte et descend laissant apparaitre la teinte pourpre du dessous de la jupe.
Les rhinophores lamellés et le bouquet branchial sont contractiles leur base est blanche/grise translucide et leur partie apicale est souvent de couleur vert vif, jaune moutarde, à orange.

## Éthologie
Ce nudibranche est benthique et diurne, se déplace à vue sans crainte d'être pris pour une proie de par la présence de glandes défensives réparties dans les tissus du corps.

## Alimentation
Goniobranchus geometricus se nourrit principalement, d'après les observations actuelles, d'éponges.

## Systématique
Le nom valide complet (avec auteur) de ce taxon est Goniobranchus geometricus (Risbec, 1928).
L'espèce a été initialement classée dans le genre Chromodoris sous le protonyme Chromodoris geometrica Risbec, 1928 ; elle y est restée classée jusqu'en 2012.
Goniobranchus geometricus a pour synonyme :
- Chromodoris geometrica Risbec, 1928

### Publication originale
- Jean Risbec, « Contribution à l'étude des nudibranches néo-calédoniens », Faune des Colonies Françaises, vol. 2,‎ 1928, p. 1-328.